# Josep Sanou
Josep Sanou (Barcelona, 1962) es un compositor catalán. Su trabajo se centra principalmente en sintonías e identificativos para televisión, así como bandas sonoras para cine, teatro y danza.
Entre sus trabajos más destacados se encuentran algunas de las sintonías más reconocibles de la televisión en España, como las del Telediario de TVE, los informativos de RNE, la 2 Notícias, el Telenotícies de TV3,  los informativos de La Sexta y Cuatro tv, o Las Noticias del Guiñol de Canal+. También son obra suya los jingles publicitarios de anuncios de Freixenet o Baileys.
De su obra como compositor de bandas sonoras cabe destacar el trabajo realizado para Petitet (Carles Bosch, 2018), Bicicleta, cuchara, manzana (Carles Bosch, 2010) o Fausto 5.0 (la Fura dels Baus, 2001).
Es fundador del grupo multimedia Gringos (1986-1996). Una formación pionera en la investigación e innovación audiovisual que fusiona estilos musicales muy diversos conjuntamente con una peculiar propuesta de proyecciones de videoarte. Con esta formación graba 3 discos, participa en diversos recopilatorios de música electrónica y experimental y realiza conciertos por España y Europa.

## Premios y nominaciones

#### Premios Gaudí
| Año  | Obra    | Categoría             | Resultado |
| ---- | ------- | --------------------- | --------- |
| 2019 | Petitet | Mejor música original | Nominado  |

#### Festival Iberoamericano de cinema de Ceará
| Año  | Obra                        | Categoría          | Resultado |
| ---- | --------------------------- | ------------------ | --------- |
| 2011 | Bicicleta, cuchara, manzana | Mejor banda sonora | Premiado  |